# Portrait of an American Family
Portrait of an American Family (englisch für „Portrait einer amerikanischen Familie“) ist das Debütalbum der US-amerikanischen Rockband Marilyn Manson. Es erschien am 19. Juli 1994 über die Labels Nothing Records und Interscope Records.

## Entstehung und Produktion
Die Aufnahmen zum Album begannen in den Criteria Studios in North Miami, Florida, unter Leitung des Produzenten Roli Mosimann, der in der Schweiz geboren wurde und das Album Cop der Experimental-Rockband Swans von 1984 am Mischpult produziert hatte. Wegen seiner Zusammenarbeit mit den Swans entschied sich Marilyn Manson für den Produzenten. Da Marilyn Manson mit den Vorschlägen von Mosimann, der den Songs einen zu poppigen und glatten Sound verleihen wollte, nicht zufrieden war, reiste die Alternative-Rockband nach Los Angeles, um dort mit Trent Reznor als neuem Produzenten die Aufnahmen fortzusetzen und die Stücke neu auszuarbeiten. Die Aufnahmen fanden in der Villa statt, in der 1969 die Schauspielerin Sharon Tate von der berüchtigten Manson Family ermordet wurde und in der Trent Reznor ein Tonstudio namens Le Pig betrieb. Trent Reznor fungierte bei dem Album als Executive Producer. Er produzierte die Lieder zusammen mit Marilyn Manson, wobei sie von den Musikproduzenten Alan Moulder und Sean Beavan unterstützt wurden. Parallel arbeitete Trent Reznor an dem Album The Downward Spiral seines Industrial-Projekts Nine Inch Nails, mit dem ihm der kommerzielle Durchbruch gelang und mit dem Nine Inch Nails steigende Popularität erreichte. Der Song My Monkey ist von dem Serienmörder und Musiker Charles Manson inspiriert, das Stück enthält Sprach-Samples von ihm und umgeschriebene Zeilen des Charles-Manson-Songs Mechanical Man, der sich auf dessen Album Lie: The Love and Terror Cult von 1970 befindet. Den Song Cake and Sodomy komponierte Marilyn Manson, nachdem er im Fernsehen den TV-Prediger Pat Robertson, der eine theologische Sendung namens The 700 Club moderiert, gesehen hatte. In seiner Urversion hieß das Stück noch Coke and Sodomy.

## Covergestaltung
Das Albumcover zeigt vier Figuren mit grimmigen Gesichtern in einem Raum. Es sind eine Frau und ein Mann, die auf dem Sofa sitzen, Bier trinken und rauchen, sowie zwei Kinder, die davor auf dem Teppich spielen. Die Figuren sollen laut Albumtitel eine amerikanische Familie darstellen. Oben im Bild befindet sich der grüne Schriftzug Marilyn Manson und unten der Titel Portrait of an American Family, ebenfalls in Grün.
Ursprünglich sollte eine Clown-Zeichnung, die den Serienmörder John Wayne Gacy darstellte, als Albumcover dienen. Außerdem wollte Bandchef Marilyn Manson ein persönliches Kinderfoto von sich, auf dem man ihn nackt auf einer Couch sitzen sah, und ein inszeniertes Foto eines verstümmelten Mädchens im beiliegenden Booklet abdrucken. Nach einer Kontroverse mit der Plattenfirma Interscope Records, die Bedenken in Bezug auf dieses gewagte morbide Artwork äußerte, wurden diese Ideen jedoch verworfen.

## Titelliste
| #  | Titel                     | Länge |
| -- | ------------------------- | ----- |
| 1  | Prelude (The Family Trip) | 1:20  |
| 2  | Cake and Sodomy           | 3:46  |
| 3  | Lunchbox                  | 4:32  |
| 4  | Organ Grinder             | 4:22  |
| 5  | Cyclops                   | 3:32  |
| 6  | Dope Hat                  | 4:18  |
| 7  | Get Your Gunn             | 3:18  |
| 8  | Wrapped in Plastic        | 5:35  |
| 9  | Dogma                     | 3:22  |
| 10 | Sweet Tooth               | 5:03  |
| 11 | Snake Eyes and Sissies    | 4:07  |
| 12 | My Monkey                 | 4:29  |
| 13 | Misery Machine            | 13:08 |

## Chartplatzierungen und Singles
| Professionelle Bewertungen | Professionelle Bewertungen |
| -------------------------- | -------------------------- |
| Kritiken                   |                            |
| Quelle                     | Bewertung                  |
| allmusic                   | [ 7 ]                      |
| Rolling Stone              | [ 8 ]                      |

Portrait of an American Family konnte sich nicht in den US-amerikanischen Albumcharts platzieren, erreichte aber am 25. März 1995 Platz 35 der Heatseekers Charts, die neue Künstler auflisten.
Am 9. Juni 1994 wurde die erste Single Get Your Gunn veröffentlicht. Die zweite Auskopplung Lunchbox erschien am 6. Februar 1995. Beide Songs konnten sich nicht in den Charts platzieren.

## Verkaufszahlen und Auszeichnungen
Im Jahr 2003 erhielt Portrait of an American Family für mehr als 500.000 Verkäufe in den Vereinigten Staaten eine Goldene Schallplatte. Im Vereinigten Königreich wurde das Album für über 60.000 verkaufte Exemplare 2013 mit einer Silbernen Schallplatte ausgezeichnet.